# Julia Montes
Mara Hautea Schnittka hay nghệ danh là Julia Montes/Mara Montes/Mara Schnittka (sinh ngày 19 tháng 3 năm 1995 tại thành phố Quezon, Philippines).Cô là một diễn viên, ca sĩ, người mẫu của Philippines.Quê quán của cô tại Đức.Từ nhỏ bố cô đã bỏ về nước,mẹ cô thì bị câm và điếc nên cô sống trong vòng tay của bà ngoại. Cô đã tham gia diễn xuất bộ phim Mara Clara được nhiều khán giả yêu thích.